# Andrei Gheorghiță
Andrei Cosmin Gheorghiță (Bucarest, 16 luglio 2002) è un calciatore rumeno, centrocampista o attaccante dell'FCSB in prestito dall'FC Politehnica Iași.

## Carriera

### Club
Cresciuto nel settore giovanile dell'Academica Clinceni, trascorre le prime esperienze professionistiche con Oradea e Bihor Oradea, con cui si mette in mostra con tredici reti segnate. L'11 luglio 2023 viene acquistato dall'FC Politehnica Iași, con cui firma un quadriennale. Dopo essersi messo in mostra con il club biancazzurro, il 6 febbraio 2025 passa in prestito con diritto di riscatto all'FCSB, con cui vince il campionato.

### Nazionale
Ha giocato nella nazionale rumena Under-21.

## Statistiche

### Presenze e reti nei club
Statistiche aggiornate al 25 maggio 2025.
| Stagione                   | Squadra                    | Campionato                 | Campionato | Campionato | Coppe nazionali | Coppe nazionali | Coppe nazionali | Coppe continentali | Coppe continentali | Coppe continentali | Altre coppe | Altre coppe | Altre coppe | Totale |      |
| Stagione                   | Squadra                    | Comp                       | Pres       | Reti       | Comp            | Pres            | Reti            | Comp               | Pres               | Reti               | Comp        | Pres        | Reti        | Pres   | Reti |
| -------------------------- | -------------------------- | -------------------------- | ---------- | ---------- | --------------- | --------------- | --------------- | ------------------ | ------------------ | ------------------ | ----------- | ----------- | ----------- | ------ | ---- |
| 2021-2022                  | Oradea                     | L3                         | 23+2       | 3          | CR              | 3               | 0               | -                  | -                  | -                  | -           | -           | -           | 28     | 3    |
| 2022-2023                  | Bihor Oradea               | L3                         | 25+2       | 13         | CR              | 0               | 0               | -                  | -                  | -                  | -           | -           | -           | 27     | 13   |
| 2023-2024                  | FC Politehnica Iași        | L1                         | 29         | 2          | CR              | 0               | 0               | -                  | -                  | -                  | -           | -           | -           | 29     | 2    |
| 2024-feb. 2025             | FC Politehnica Iași        | L1                         | 21         | 3          | CR              | 2               | 0               | -                  | -                  | -                  | -           | -           | -           | 23     | 3    |
| Totale FC Politehnica Iași | Totale FC Politehnica Iași | Totale FC Politehnica Iași | 50         | 5          |                 | 2               | 0               |                    | -                  | -                  |             | -           | -           | 52     | 5    |
| feb.-giu. 2025             | FCSB                       | L1                         | 8          | 0          | CR              | -               | -               | UEL                | 4                  | 1                  | -           | -           | -           | 12     | 0    |
| lug.-ago. 2025             | FCSB                       | L1                         | 2          | 0          | CR              | -               | -               | UCL+UEL            | 1+0                | 0                  | SR          | -           | -           | 3      | 0    |
| ago. 2025-2026             | U Cluj                     | L1                         | -          | -          | CR              | -               | -               | -                  | -                  | -                  | -           | -           | -           | -      | -    |
| Totale carriera            | Totale carriera            | Totale carriera            | 106+4      | 21         |                 | 5               | 0               |                    | 4                  | 1                  |             | -           | -           | 119    | 22   |

## Palmarès

### Club

#### Competizioni nazionali
- Campionato rumeno: 1

FCSB: 2024-2025
- Supercoppa di Romania: 1

FCSB: 2025